# Cuchilla del Ombú
Cuchilla del Ombú ist eine Ortschaft in Uruguay.

## Geographie
Cuchilla del Ombú befindet sich auf dem Gebiet des Departamento Tacuarembó in dessen Sektor 4 nahe der Grenze zum Nachbardepartamento Rivera in einigen Kilometern östlicher Entfernung zur Departamento-Hauptstadt Tacuarembó. Nächstgelegene Ansiedlung ist im Südosten Ansina. Wenige Kilometer östlich fließt der Río Tacuarembó. Im Norden erstreckt sich die Cuchilla de la Palma, während das Gebiet im südlichen Osten ebenfalls als Cuchilla del Ombú bezeichnet wird.

## Infrastruktur
Nahe dem Ort führt die Ruta 26 vorbei.

## Einwohner
Beim Census 2011 betrug die Einwohnerzahl von Cuchilla del Ombú 87, davon 44 männliche und 43 weibliche. Für die vorhergehenden Volkszählungen der Jahre 1963, 1975, 1985 und 1996 sind beim Instituto Nacional de Estadística de Uruguay keine Daten erfasst worden.
| Jahr | Einwohner |
| ---- | --------- |
| 1963 | -         |
| 1975 | -         |
| 1985 | -         |
| 1996 | -         |
| 2004 | 120       |
| 2011 | 87        |

Quelle: Instituto Nacional de Estadística de Uruguay